# Fandriana (district)
Fandriana is een district van Madagaskar in de regio Amoron'i Mania. Het district telt 191.032 inwoners (2011) en heeft een oppervlakte van 2.232 km², verdeeld over 13 gemeentes. De hoofdplaats is Fandriana.